# 宿主 (X-ファイルのエピソード)
「宿主」（原題:The Host）は『X-ファイル』のシーズン2第2話で、1994年9月23日にFOXが初めて放送した。

## スタッフ
- 監督：ダニエル・サックハイム
- 脚本：クリス・カーター

## キャスト

### レギュラー
- デイヴィッド・ドゥカヴニー - フォックス・モルダー特別捜査官
- ジリアン・アンダーソン - ダナ・スカリー特別捜査官

### ゲスト
- ミッチ・ピレッジ - ウォルター・スキナーFBI副長官
- ダリン・モーガン - フルークマン
- マシュー・ベネット - クレイグ
- ロン・ソーヴ - フォアマン
- スティーヴン・ウィリアムズ - ミスターX（クレジットなし）

## ストーリー
ニュージャージー州の沖合を航行していたロシア船籍の貨物船で、トイレを修理していた船員が浄化槽に引きずり込まれてしまう。それから数日後、何かに食いちぎられた彼の死体がニューアークの下水道で発見された。
下水道で見つかった身元不明の遺体の調査を命じられたモルダーは現場へと向かった。死体を確認してみたところ、どう見ても変死体と思えなかった。罰としてこの種の雑務ばかりをやらされていると感じたモルダーはスキナー副長官に抗議しに行く。その日の夜、モルダーはスカリーに「FBIを退職しようと思っている。」と打ち明ける。スカリーは「クアンティコのFBIアカデミーへの異動を願い出てはどうか。」と提案したが、モルダーとスカリーが同じ職場にいるような事態を上層部が許すはずもなかった。スカリーが下水道で見つかった死体を解剖すると、肝臓からウズムシが摘出された。腕にはロシア語の刺青が彫ってあった。
ニューアーク。下水道で作業をしていたクレイグは水中に引きずり込まれたが、近くで作業をしていた同僚に救出された。クレイグは自分がニシキヘビの類に襲われたと思っていた。口の中の嫌な味がとれないクレイグは病院で医師の診察を受ける。背中に謎の噛み跡があったが、クレイグは異常なしと診断される。帰宅後、クレイグは吐血して死んでしまう。
モルダーはクレイグの背中にあった噛み跡がウズムシの噛み跡と酷似しているとスカリーに語る。しかし、ウズムシはあんなに大きな傷をつけられるほどの大きさではない。モルダーのもとに謎の人物から電話がかかって来る。その人物は「FBIにいる君の友人だよ」と名乗った。翌日、モルダーはニューアークの下水処理施設を訪ね、そこで人間のような姿をしたウズムシを発見する。
FBIアカデミーのスカリーのオフィス。何者かが新聞記事をドアの隙間から挿し込んだ。その新聞記事を手がかりに、スカリーは下水道で発見された死体がロシアの貨物船の船員のものであったと特定する。ヒト型ウズムシ（フルークマン）の身柄を確保したFBIはスキナー副長官の意向を受け、フルークマンを精神鑑定するべく、精神病院に送致することを決めた。スキナーはモルダーにこの事件がX-ファイルであったことを認めた。モルダーは「X-ファイル課が閉鎖されなければ、一人の命は救えたかもしれない」とスキナーに訴えたが、「私たちは皆、誰かからの命令を受けて動いているものだよ。」と諭された。
その夜、フルークマンは精神病院へと移送される道中で脱走し、キャンプ場のトイレに身を潜めた。翌日、バキュームカーが下水とともにフルークマンをタンク内に吸い込んだ。その頃、モルダーにFBIの友人から電話がかかってきた。モルダーはスカリーが何か知っているのではないかと考えたが、スカリーは何も知らないというばかりであった。
フルークマンは再び下水処理施設に戻ってきた。スカリーは死体から見つかったウズムシはフルークマンの幼生だと考えるようになっていた。フルークマンは施設の職員を下水に引きずり込んだが、そこに駆け付けたモルダーが下水道の門を利用してフルークマンの体を真っ二つにすることに成功する。スカリーは今回の一件を、「ロシアの貨物船によってアメリカ国内に持ち込まれた謎の生物によるもの」と結論付ける。チェルノブイリ原子力発電所事故で発生した汚染された水の中にいたウズムシが突然変異を起こしてフルークマンになったのだと。
アメリカのとある下水道。フルークマンは生き返っていた。

## 製作
クリス・カーターは自身の飼い犬に寄生した寄生虫を見たときの不快感から本エピソードの着想を得たという。また、カーターはチェルノブイリ原発事故やその時絶滅した生物に関する本を読み、その上で脚本を執筆していったと述べている。脚本執筆中の気分に関して、カーターは「憂鬱な気分になったよ。撮影の合間から戻ってきたばかりで、フルークマンよりも面白い何かを探そうとしたんだ。けれども、どうもイラついてしょうがなかった。僕はそのときのイラつきを劇中のモルダーの態度に反映させた。基本的に、モルダーはFBIという組織に所属することで生計を立て、成長してきた。FBIはモルダーに雑務としか思えないような仕事を課した。命令でモルダーは死体が発見された町へ行くことになった。事件を実際に見た彼は、それがXファイルに属する事件であることに気が付く。偶然にも、この事件の捜査をモルダーに命じたのはスキナーだった。このことは、モルダーとスキナーの信頼関係が築かれる第一歩になった。」と語っている。
キャスト・撮影クルーの間では「フルーキー」と呼ばれていたモンスター、フルークマンを演じたのは『X-ファイル』のエグゼクティブ・プロデューサーを務めるグレン・モーガンの弟、ダリンだった。シーズン2後半の撮影時に、ダリンは脚本家としてスタッフの一員となった。足ひれ、黄色のコンタクトレンズ、偽の歯がつけられたフルークマンのスーツを着用するには6時間を要したが、回を重ねるごとにその時間は短くなっていった。ダリンはこのスーツを20時間にもわたって着用していた。その結果、大量の汗をかき、スーツを全部脱ぎ終えていない状態で風呂に入らなければならないほどになった。本エピソードの撮影中、ダリンはずっとスーツを着用しており、その状態で俳優たちと歓談していた。そのため、脚本家として製作に参加することになったダリンがドゥカヴニーに挨拶に行ったとき、ドゥカヴニーはダリンと初対面であるかのように接してしまったという。また、ダリンはスーツの着用中に鼻呼吸ができなかったため、撮影中に食事を取れなかった。
撮影中、フルークマンのスーツの塗料が水に溶けるというハプニングが起きたため、特殊効果を担当するトビー・リンダラは毎日スーツの塗料を塗り直すことになった。カーターはフルークマンに関して「誰しもが持っている弱さを具現化した存在だ。下水道と言う地下の世界に何か不気味なものが存在するというアイデアは、全くもって優雅とは言えない場所で視聴者の印象に残るものになったかもしれない。」と語っている。当初、フルークマンの顔以外を撮影する予定はなかったが、照明の加減で偶然にも身体が映ってしまったカットがいくつかあった。カーターは「フルークマンの体が映ってくれたおかげで、却って不気味さが強まった。」と述べている。フルークマンの全身が視聴者に見えるのは最後のシーンだけである。
下水処理場でのシーンはイオタ島の下水処理場で撮影された。ただし、下水管内のシーンはセットを組んで撮影が行われた。なお、そのセットを組む際には、建設業界で働いていたクリス・カーターの父親がコンサルタントとして参加した。ロシアの貨物船内でのシーンの撮影に使用できる船舶が手配できなかったため、サレーにある水力発電所を撮影場所として使用した。
クレイグが渦虫を吐き出すシーンを撮影するにあたって、カーターはFOXの放送基準部門と衝突したが、撮影にこぎつけることができた。ジェームズ・ウォンは当該シーンを「テレビ放映されたものの中で、最も汚らしいものだと思う」と述べている。また、妊娠中のジリアン・アンダーソンのお腹が大きくなってきたため、スカリーが着座しているシーンが多めになり、特殊なアングルからの撮影やトレンチコートを着用しての撮影が行われた。

## 評価
1994年9月23日、FOXは本エピソードを初めてアメリカで放映し、1590万人の視聴者（930万世帯）を獲得した。
『エンターテインメント・ウィークリー』は本エピソードにA+評価を下し、「視聴者が満足できるほど十分に解決されたエピソードで、新鮮味がある。まるで完璧な食事のようだ。尤も、「宿主」を見ながら食事をしたい人なんていないだろうが。」とジョークを交えながら絶賛している。『A.V.クラブ』のザック・ハンドルンは本エピソードを「心の底から不快だと思った初めての事件」と評し、「フルークマンが脱走後に下水道へと戻るまでの描写は回りくどかったが、愛らしさのかけらもないほど醜い化け物と「リトル・グリーン・マン」から始まった路線の継承のおかげで、視聴に値するものになっている。」と述べている
。好意的なレビューがある一方で、『クリティカル・ミス』のジョン・キーガンは本エピソードに10点満点で6点をつけ、「面白いことは面白いのだが、十分に練られていない部分（謎への回答の不足、フルークマンが生まれた理由の説明不足、ミスター・Xの初登場シーンの出来が悪い）がある。」と批判している。『バンクーバー・サン』は本エピソードを「『X‐ファイル』の単発エピソードの中でも最高の出来の一本」とし、「『X‐ファイル』の単発エピソードのほとんどが「B級映画」の水準の面白さに過ぎない。しかし、「宿主」はその水準を突破した。」「映画撮影に用いられるようなメークアップの技術、狭苦しいセット、背筋が凍るような題材のおかげで、クリス・カーターが脚本を担当した「宿主」はホラーとサスペンスの面で『X-ファイル』を新たな高みへと引き入れた。それだけではない。「宿主」は三大ネットワークの番組のオルタナティブを提示したのである。」と称賛している。
フルークマンは多くの批評家たちの注目を集めた。『デン・オブ・ギーク』のジョン・ムーアはフルークマンを「『X-ファイル』のキャラクタートップ10」の第6位に選出し、「牙を持った巨大な蛆虫のようなキャラクター、都市の下水道を駆け回る噛み付き魔というアイデアは、ソファに座っている視聴者の顔を引きつらせるほど膨大な量の謎を提示している。」と述べている。『ポップマターズ』のコニー・オグルは「単発エピソードに出てきたキャラクターの中で最高のキャラクター」だと評し、「『X-ファイル』のポスターにぴったり」「粘液をべちょべちょさせながら画面へと迫り、下水道で人々を攻撃しているにも拘わらず、危険そうに思えるほどの毒々しさが全然ない。」と述べている。

## 余談
- 1997年、本エピソードはレス・マーティンの手によってノベライズされた[18]。
- 2008年の劇場版第2作に合わせて発売された『X-ファイル傑作選』（原題:The X-Files: Revelations）に本エピソードが収録されている[19]。
- 2013年に発売された漫画版シーズン10の第6話ｰ第7話「Host」が本エピソードの続編になっている。